# Pólko Małe
Pólko Małe (niem. Kleinfelde) – nieoficjalny przysiółek wsi Janowo w Polsce położona w województwie pomorskim, w powiecie kwidzyńskim, w gminie Kwidzyn.
Miejscowość leży w pobliżu drogi wojewódzkiej nr 525, wchodzi w skład sołectwa Janowo.
W latach 1975–1998 miejscowość należała administracyjnie do województwa elbląskiego.
Inne miejscowości o nazwie Pólko: Pólko

## Z kart historii
W roku 1920 podczas plebiscytu na Powiślu duży procent miejscowej ludności opowiedział się za Polską. Pólko Małe z paroma okolicznymi wioskami wchodzącymi w skład dzisiejszego sołectwa Janowo (Bursztych, Kramrowo, Nowe Lignowy) stanowiło enklawę polską nad wschodnim brzegiem Wisły (potocznie nazywaną Małą Polską).
W okresie międzywojennym ulokowana była tu placówka Straży Celnej „Małe Pólko”.